# Perisama arhoda
Perisama arhoda är en fjärilsart som beskrevs av Charles Oberthür 1916. Perisama arhoda ingår i släktet Perisama och familjen praktfjärilar. Inga underarter finns listade i Catalogue of Life.